# Sojuz T-14
Sojuz T-14 byla sovětská kosmická loď řady Sojuz, která v roce 1985 letěla k orbitální stanici Saljut 7. Byla to 9. expedice k této vesmírné stanici.

## Posádka

### Startovali
- Vladimir Vasjutin, velitel (1)
- Georgij Grečko, palubní inženýr (3)
- Alexandr Volkov, kosmonaut-výzkumník (1)

### Přistáli
- Viktor Savinych, palubní inženýr (2)
- Vladimir Džanibekov, kosmonaut-velitel Sojuz T-13 (5)
- Georgij Grečko, palubní inženýr (3)

V závorkách je uveden dosavadní počet letů do vesmíru včetně této mise.

### Záložní posádka
- Alexandr Viktorenko, velitel
- Gennadij Strekalov, palubní inženýr
- Jevgenij Salej, kosmonaut-výzkumník